# Kopsia harmandiana
Kopsia harmandiana är en oleanderväxtart som beskrevs av Jean Baptiste Louis Pierre och Charles-Joseph Marie Pitard. Kopsia harmandiana ingår i släktet Kopsia och familjen oleanderväxter. Inga underarter finns listade i Catalogue of Life.